# Euprosthenops proximus
Euprosthenops proximus är en spindelart som beskrevs av Roger de Lessert 1916. Euprosthenops proximus ingår i släktet Euprosthenops och familjen vårdnätsspindlar. Utöver nominatformen finns också underarten E. p. maximus.